# 輿地廣記
《輿地廣記》，三十八卷，地理總志。北宋歐陽忞纂。
《輿地廣記》一書體例明晰，紀事詳今略古。前四卷先叙歷代疆域，提其綱要。第五卷之後，乃羅列宋代郡縣之名稱。一般志書會有的“四至”，道里、戶口、風俗、土產等目，本書皆不採用。其前代州邑，宋不能有者，如燕雲十六州则附各道之末，名为“化外州”，足资考证。其價值在《太平寰宇記》之上。